# Infrared Space Observatory
L'Infrared Space Observatory (« Observatoire spatial infrarouge », en abrégé ISO) est un télescope spatial observant dans l'infrarouge moyen et lointain (entre 2,5 et 240 µm) développé par l'Agence spatiale européenne et mis en orbite en novembre 1995. Jusqu'à son arrêt en mai 1998, ISO permet d'observer en particulier deux catégories d’objets : les galaxies lumineuses en infrarouge distantes et les nuages moléculaires, comme le nuage de Rho Ophiuchi ou la nébuleuse d'Orion. Successeur d'IRAS qui inaugure l'observation infrarouge dans l'espace en effectuant un balayage complet du ciel permettant d'identifier un très grand nombre de sources infrarouges, ISO est le premier télescope infrarouge capable d'effectuer des observations détaillées de ces sources.

## Contexte
Le rayonnement infrarouge est émis par tout objet dégageant de la chaleur. Même des objets froids rayonnent de l'infrarouge. Pour cette raison l'infrarouge permet d'observer des objets non détectables en lumière visible comme les nuages de gaz présents dans le milieu interstellaire qui jouent un rôle essentiel dans la naissance des étoiles. Mais le rayonnement infrarouge est en grande partie bloqué par l'atmosphère terrestre. En novembre 1983, IRAS est le premier télescope capable d'observer dans l'infrarouge lancé dans l'espace. Fruit d'une collaboration entre la NASA, les Pays-Bas et le Royaume-Uni, il permet d'identifier 250 000 sources infrarouge en étudiant de vastes portions du ciel.

## Déroulement du projet

### Développement
L'Agence spatiale européenne propose le projet ISO en mars 1979. Après plusieurs études, le projet ISO est sélectionné en 1983 comme mission « pierre angulaire » du programme scientifique Horizon 2000. Les instruments scientifiques embarqués font l'objet d'un appel à propositions en juillet 1984. Quatre instruments sont sélectionnés en juin 1985. Le développement du satellite est confié à la société Aérospatiale (Centre spatial de Cannes - Mandelieu) aujourd'hui Thales Alenia Space. L'équipe industrielle comprend 32 sociétés dont la DASA (Allemagne) responsable de la charge utile, Linde AG chargé du sous-système de refroidissement utilisant l'hélium liquide, Aérospatiale (France) pour le télescope, CASA (Espagne) pour la structure du module de service, le sous-système thermique et le câblage et Fokker (Pays-Bas) pour le contrôle d'attitude. Une dizaine de pays fournissent les différents composants des instruments scientifiques.

### Phase opérationnelle
Le télescope ISO est placé sur son orbite le 17 novembre 1995 par un lanceur Ariane 4 de type 44P lancée depuis le Centre spatial guyanais. Le satellite fonctionne de manière nominale aussi longtemps qu'il dispose de réserves d'hélium liquide pour refroidir les instruments en dessous de - 269 °C. La mission s'achève le 8 avril 1998 lorsque l'hélium s'est entièrement évaporé. Une fois celui-ci épuisé, des observations partielles sont encore réalisées durant encore 150 heures à l'aide de l'instrument SWS qui peut fonctionner sans source de froid. Différents tests sont réalisés avant l'extinction définitive du satellite le 16 mai. Le satellite doit effectuer une rentrée atmosphérique 20 à 30 ans après l'arrêt des opérations. La mission dure 30 mois, soit 12 mois de plus que prévu ce qui permet d'observer la région d'Orion/Taurus, très importante sur le plan scientifique, accessible seulement durant ce prolongement non planifié. Les performances du satellite se révèlent bien meilleures que prévu avec une précision de pointage d'une seconde d'arc (10 fois mieux que demandé) et une instabilité de pointage au bout de 30 secondes de 2,7 secondes d'arc soit cinq fois mieux que prévu. 98 % des objectifs prioritaires sont observés et la disponibilité du télescope est de 98,3 % du temps affecté aux opérations scientifiques. Durant la mission, 27 000 observations individuelles sont effectuées,.

### Traitement postérieur des données
Le projet ne s'achève pas avec l'arrêt des opérations du satellite. Toutes les données sont traitées en utilisant l.ensemble des données de calibrage collectées durant la mission. Les données résultantes sont mises à la disposition de la communauté des astronomes en décembre 1998 et toutes les données sont entrées dans le domaine public en août 1999. De 2002 à 2006, les données sont de nouveau traitées pour constituer l'archive définitive d'ISO.

## Objectifs scientifiques
Les sujets suivants font l'objet d'observations par ISO :
- recherche des disques protoplanétaires de matière autour d'étoiles, considérés comme la première étape de la formation des planètes.
- détection des raies spectrales dans l'infrarouge révélant la présence d'atomes, de molécules ou de matière solide identifiables.
- analyse de la composition de l'atmosphère des planètes du Système solaire.
- détection et observation de galaxies infrarouges comportant des noyaux des galaxies actives.
- composition moléculaire des noyaux de comètes.

## Caractéristiques

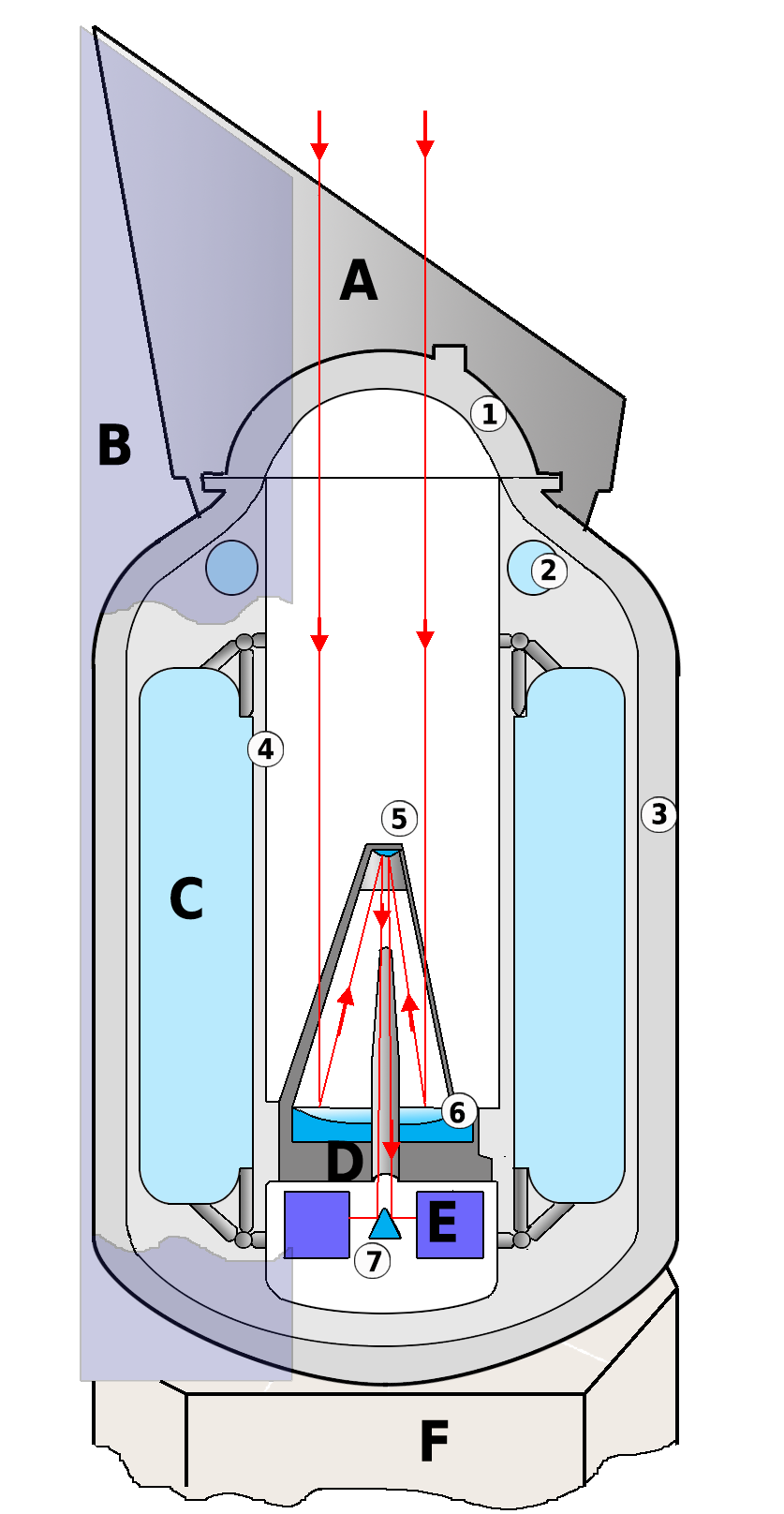
Principaux composants de ISO (vue en coupe) : A Pare-soleil ; B Panneaux solaires ; C Réservoir torique d'hélium liquide (2250 litres) ; D Télescope ; E Instruments scientifiques ; F Plate-forme ; 1 Couvercle amovible ; 2 Réservoir d'hélium liquide (60 litres) 3 Isolants ; 4 Tube optique ; 5 Miroir secondaire ; 6 Miroir primaire ; 7 Miroir tertiaire pyramidal.

ISO est un satellite de 2,4 tonnes long de 5,3 mètres pour un diamètre d'environ 3 mètres. Il comprend un télescope doté d'un miroir primaire de 0,6 mètre diamètre, un cryostat rempli d'hélium permettant de refroidir les détecteurs à une température proche de 0 kelvin, quatre instruments scientifiques et une plate-forme rassemblant les équipements permettant au satellite de fonctionner.

### Plate-forme
La plate-forme comprend :
- un panneau solaire monté sur le pare-soleil fournissant au minimum 580 watts en fin de mission.
- un système de télécommunications qui assure un débit de 32 kilobits par seconde dont 24 sont alloués aux données scientifiques.
- un système de contrôle d'attitude qui maintient le pointage avec une erreur relative de 2,7 secondes d'arc et une erreur absolue de 11,7 secondes d'arc. L'orientation du télescope est contrôlée avec une combinaison de capteurs solaires, viseurs d'étoiles et de gyroscopes. L'orientation est corrigée principalement par 4 roues de réaction qui sont désaturées par un système de propulsion à ergols liquides utilisant de l'hydrazine.

### Cryostat
Le cryostat permet de maintenir les instruments scientifiques et le télescope à une température comprise entre 1,8 et 4 K durant une période de 18 mois. Le cryostat contient 2 250 litres d'hélium 2 supercritique refroidi à une température de 1,8 K. Certains détecteurs des instruments sont directement reliés au réservoir d'hélium tandis que d'autres sont refroidis par les gaz produits par l'évaporation de l'hélium.

### Partie optique
La charge utile comprend un télescope Ritchey-Chrétien avec une ouverture effective de 60 centimètres de diamètre et une focale de f/15. Le champ optique est de 20 minutes d'arc. La lumière qui frappe le miroir primaire est envoyée vers le miroir secondaire suspendu au-dessus du miroir primaire par un tripode. Ce dernier envoie à son tour le faisceau lumineux vers une ouverture située au centre du miroir primaire. Sur le revers de celui-ci se trouve un miroir de forme pyramidale qui découpe le faisceau lumineux en quatre sous-ensembles qui sont envoyés à 90° de l'axe optique vers les quatre instruments scientifiques montés en périphérie. Chaque instrument peut recevoir une image de 3 minutes d'arc centrée autour d'un axe situé à 8,5 minutes d'arc de l'axe du télescope. Les miroirs primaire et secondaire sont réalisés en silice fondue de manière à optimiser la diffraction.

### Les instruments scientifiques
Les quatre instruments scientifiques embarqués sont :
- ISOCAM, deux caméras (chacune de 32 x 32 pixels) dans l'infrarouge proche et moyen, avec des roues à filtre. SW-CAM (Short Wave-Camera) couvre la gamme 2 à 6 µm, LW-CAM (Long Wave-Camera) couvre la gamme 2,5 à 17 µm.

- ISOPHOT, un photopolarimètre couvrant une large gamme spectrale de 2,5 à 240 µm.
- SWS (Short Wave Spectrometer), un spectromètre dans la gamme 2,4 à 45 µm.
- LWS (Long Wave Spectrometer), un spectromètre dans la gamme 45 à 197 µm.

## Mise en œuvre

### L'orbite de ISO
Le télescope ISO circule sur une orbite terrestre haute de 24 heures avec un apogée de 70 500 km et un périgée de 1 000 km. À chaque orbite la position des stations au sol se présente donc toujours selon le même schéma. Lorsque le satellite se trouve proche de la Terre donc à l'intérieur des ceintures de Van Allen, les instruments ne sont pas utilisés car le rayonnement généré par les électrons et protons piégés par les ceintures rendent les instruments scientifiques  inutilisables. Avant le lancement de la mission, il est déterminé que, sur une période de 24 heures, le télescope est utilisable durant 16 heures. Après le lancement et analyse des résultats, la période d'utilisation est étendue de 40 minutes (à partir de la révolution 66) mais réduite par la suite de 66 minutes (à partir de la révolution 204) pour l'instrument LWS plus fortement affecté par les radiations. Le télescope spatial est suivi successivement par les antennes paraboliques de deux stations de réception au sol : le Centre européen d'astronomie spatiale (Villanueva de la Cañada, Espagne) appartenant à l'ESA et la station de Goldstone de la NASA située en Californie. Une orbite parcourue en 24 heures comprend 6 phases :
- h 0 : passage au périgée.
- h 0 + 10 min : établissement de la liaison avec VILSPA et activation du satellite.
- h 0 + 4 h (altitude de 43 214 km) : début des opérations scientifiques avec VILSPA en vue.
- h 0 + 13 h 20 min : décrochage VILSPA et prise en charge par Goldstone.
- h 0 + 13 h 35 min : début des opérations scientifiques avec Goldstone en vue.
- h 0 + 20 h 56 min : perte du signal de Goldstone.

### Les contraintes d'observation
Pour réduire au minimum les changements thermiques affectant le télescope et permettre un fonctionnement optimal des panneaux solaires chargés de fournir l'énergie électrique, l'axe du télescope ISO est orienté de manière à maintenir un angle minimal par rapport aux principaux corps visibles ce qui limite à environ 10-15 % la portion du ciel observable à un instant donné : 
- ISO doit être pointé dans une direction comprise entre 60 et 120° du Soleil.
- il ne doit pas être pointé à moins de 77° du limbe terrestre et pas à moins de 24° de la Lune.
- ISO doit être pointé à au moins de 7° de Jupiter à moins que cette planète ou une des lunes soit l'objet des observations.

### Conduite des opérations
ISO ne dispose pas de mémoire de masse lui permettant de stocker les données recueillies par ses instruments et des instructions de pointage et d'utilisation des instruments. Le fonctionnement du satellite est donc commandé en temps réel depuis le centre de contrôle qui est installé à le Centre européen d'astronomie spatiale en Espagne près de la principale antenne de réception utilisée. Les instructions envoyées au télescope sont préparées à l'avance de manière à limiter les temps morts liés à l'orientation du télescope et en respectant les régions du ciel interdites du fait de la proximité de corps célestes de grande luminosité (Soleil, Terre...).

### Sélection des observations
Environ 45 % du temps est réservé aux équipes de scientifiques ayant développé les instruments scientifiques ainsi que les partenaires internationaux (NASA, ISAS) du projet. Le reste du temps d'observation est disponible pour la communauté des astronomes des pays membres de l'Agence spatiale européenne, du Japon et des États-Unis. Deux appels à propositions sont lancés avant (avril 1994) et après (août 1996) le lancement d'ISO. Environ 1 000 propositions comportant en moyenne 50 observations distinctes sont sélectionnés par un comité chargé de les sélectionner en fonction de leur intérêt scientifique. Les observations effectuées portent sur le Système solaire (10 % du temps), le milieu interstellaire (23 %), les étoiles de notre galaxie (29 %), les autres galaxies (27 %) et la cosmologie (11 %).

## Résultats
Les instruments de ISO permettent de mesurer la quantité d'eau présente dans un certain nombre de corps du Système solaire à travers leur signature spectrale. Les données recueillies sur Jupiter, Saturne et Uranus permettent d'estimer que l'atmosphère de ces planètes reçoit 10 kg d'eau par seconde sans que l'on connaisse la provenance de celle-ci. Il est probable que cette eau provienne de petites particules libérées par les comètes. La quantité d'eau est également mesurée dans la nébuleuse d'Orion. Elle est beaucoup plus abondante que ce qui est mesuré jusque-là dans les nuages interstellaires qui servent de pouponnières d'étoiles comme cette nébuleuse : il se forme chaque jour 60 fois la quantité d'eau présente dans les océans de la Terre. Cette découverte peut avoir des implications concernant l'origine de l'eau présente dans le Système solaire et sur la Terre elle-même avec des conséquences sur la modélisation de la formation des étoiles.
En observant l'amas de la Chevelure de Bérénice, dans la constellation éponyme, ISO permet de découvrir la présence de poussière dans les régions situées entre les galaxies, en particulier au centre de l'amas de galaxies. Jusque-là, les astronomes considèraient que l'espace intergalactique était quasiment vide de matière avec uniquement de faibles traces de gaz. L'observation de poussière implique que l'Univers est beaucoup moins transparent que prévu, avec une incidence importance sur la luminosité apparente des galaxies et des quasars lointains.

## Successeurs d’ISO
Les télescopes spatiaux infrarouge qui succèdent à ISO sont :
- WIRE de la NASA, échec du lancement en mars 1999.
- Spitzer de la NASA, lancé en août 2003.
- ASTRO-F de la JAXA, lancé en février 2006.
- WISE de la NASA, lancé en décembre 2009, remplace le télescope WIRE.
- Herschel de l'ESA, lancé en mai 2009.